# 小林司 (実業家)
小林 司（こばやし つかさ、1970年8月25日 - ）は、日本の実業家。元株式会社日本人材機構マネージングディレクター。元 リンクシェア・ジャパン 株式会社代表取締役、元楽天株式会社執行役員。

## 経歴
埼玉県川口市出身。私立開成高等学校卒業、慶應義塾大学商学部卒業後、1994年に株式会社電通に入社。ラジオ局にて放送局を担当し、広告主のメディアプラニングを担う。その後2000年に楽天株式会社に入社、デジタルマーケティングを担当し、2005年に執行役員に就任。2004年の楽天のプロ野球新規参入時には、東北楽天ゴールデンイーグルス立ち上げメンバーとしてスポンサー事業を担当。2006年 中央大学専門職大学院国際会計研究科修了、ファイナンス修士(専門職)の学位を取得。2010年7月の第22回参議院議員通常選挙にみんなの党の公認候補として埼玉県選挙区から出馬するも落選。2010年11月 リンクシェア・ジャパン 株式会社代表取締役に就任。 2012年6月退任。2013年9月楽天株式会社退社。2017年7月に株式会社日本人材機構マネージングディレクターに就任。2020年6月の同社の事業終了に伴い、退任。

### 資格
J.S.A.ワインエキスパート取得 (2019)